# Hermann Carl von Baumann
Hermann Carl Baumann, ab 1883 von Baumann, (* 18. August 1818 in Neuenstein; † 18. Juni 1907 in Ludwigsburg) war ein württembergischer Oberamtmann.

## Leben und Beruf
Hermann Carl Baumann besuchte von 1830 bis 1836 das Gymnasium in Ellwangen und studierte anschließend bis 1839 Staatswissenschaften in Tübingen. 1839 legte er die erste und 1840 die zweite höhere Dienstprüfung ab. Seine berufliche Laufbahn begann er 1840 mit einem Dienstprobejahr beim Oberamt Öhringen. Von 1841 bis 1846 war er Aktuar bei den Oberämtern Wiblingen und Mergentheim, von 1846 bis 1849 dann Kanzleiassistent bei der Regierung des Jagstkreises in Ellwangen und von 1849 bis 1852 Sekretär bei der Ablösungskommission beim Ministerium des Innern in Stuttgart. 1852 wurde er Oberamtsverweser beim Oberamt Laupheim, von 1853 bis 1862 war er dort dann Oberamtmann. 1864 bis 1871 übernahm er das Oberamt Künzelsau als Oberamtmann. 1871 ging er als Regierungsrat zur Regierung des Neckarkreises in Ludwigsburg, 1886 wurde er dort Oberregierungsrat. 1888 trat er in den Ruhestand.

## Ehrung, Nobilitierung
1883 wurde Hermann Carl von Baumann mit dem Ehrenritterkreuz des Ordens der württembergischen Krone ausgezeichnet, welches mit dem persönlichen Adelstitel (Nobilitierung) verbunden war. Außerdem erhielt er das Ritterkreuz 1. Klasse des Friedrichs-Ordens.

## Politik
1876 wurde Baumann für den Wahlkreis Künzelsau in den württembergischen Landtag gewählt. Dieses Amt übte er bis 1882 aus. 